# Mistrovství světa v boxu žen 2005
III. mistrovství světa v boxu žen proběhlo v Podolsku, Rusko ve dnech 26. září až 2. října 2002. Organizátorem turnaje mistrovství světa byla Association Internationale de Boxe Amateur (AIBA).

## Česká stopa
Česko nemělo na tomto mistrovství světa zastoupení.

## Výsledky
| Ženy   | Zlato                    | Stříbro                  | Bronz                         | Bronz                            |
| ------ | ------------------------ | ------------------------ | ----------------------------- | -------------------------------- |
| –46 kg | Mary Komová (IND)        | Jong Ok (PRK)            | Jelena Sabitovová (RUS)       | Gretchen Abanielová (PHI)        |
| –48 kg | Olesja Gladkovová (RUS)  | I Čong-hjang (PRK)       | Jessica Boppová (ARG)         | Camelia Negreaová (ROU)          |
| –50 kg | Simona Galassiová (ITA)  | I Hjang-mi (PRK)         | Viktorija Usačenková (RUS)    | Chowdhury Kalpanaová (IND)       |
| –52 kg | Sofija Očigavaová (RUS)  | Sümeyra Kayaová (TUR)    | Samíha Hasanová (EGY)         | Viktorija Rudenková (UKR)        |
| –54 kg | Mihaela Cijevschá (ROU)  | Dina Burgerová (SUI)     | Sarita Deviová (IND)          | Pak Kjong-ok (PRK)               |
| –57 kg | Jelena Karpačovová (RUS) | Jun Kum-ču (PRK)         | Zsuzsanna Szuknaiová (HUN)    | Sandra Bizierová (CAN)           |
| –60 kg | Taťjana Čalá (RUS)       | Gülsüm Tatarová (TUR)    | Kang Kum-hui (PRK)            | Mitchelle Martinezová (PHI)      |
| –63 kg | Julija Němcovová (RUS)   | Cecilia Brækhusová (NOR) | Catherine Dunnová (CAN)       | Vinni Skovgaardová (DEN)         |
| –66 kg | Mary Spencerová (CAN)    | Irina Siněcká (RUS)      | Yvonne Rasmussenová (DEN)     | Oleksandra Kozlanová (UKR)       |
| –70 kg | Olga Slaviská (RUS)      | Ariane Fortinová (CAN)   | Nurcan Çarkçıová (TUR)        | Chenthittail Aswathimolová (IND) |
| –75 kg | Anna Laurellová (SWE)    | Olha Novikovová (UKR)    | Anita Duczaová (HUN)          | Marija Javorská (RUS)            |
| –80 kg | Galina Ivanovová (RUS)   | Selma Yağcıová (TUR)     | Tyler Lordová-Wilderová (USA) | Beata Małeková (POL)             |
| –86 kg | Mária Kovácsová (HUN)    | Şemsi Yaralıová (TUR)    | Jyotsana Kumariová (IND)      | Marija Reinhardová (RUS)         |

## Medailová bilance
V boxu se rozdělilo celkem 13 sad medailí.
| Pořadí | Stát                |       | Muži    | Muži  | Muži | Celkem |
| Pořadí | Stát                | Zlato | Stříbro | Bronz |      | Celkem |
| ------ | ------------------- | ----- | ------- | ----- | ---- | ------ |
| 1.     | Rusko (RUS)         |       | 7       | 1     | 4    | 12     |
| 2.     | Kanada (CAN)        |       | 1       | 1     | 2    | 4      |
| 3.     | Indie (IND)         |       | 1       | 0     | 4    | 5      |
| 4.     | Maďarsko (HUN)      |       | 1       | 0     | 2    | 3      |
| 5.     | Rumunsko (ROU)      |       | 1       | 0     | 1    | 2      |
| 6.     | Itálie (ITA)        |       | 1       | 0     | 0    | 1      |
| 6.     | Švédsko (SWE)       |       | 1       | 0     | 0    | 1      |
| 8.     | Severní Korea (PRK) |       | 0       | 4     | 2    | 6      |
| 9.     | Turecko (TUR)       |       | 0       | 4     | 1    | 5      |
| 10.    | Ukrajina (UKR)      |       | 0       | 1     | 2    | 3      |
| 11.    | Norsko (NOR)        |       | 0       | 1     | 0    | 1      |
| 11.    | Švýcarsko (SUI)     |       | 0       | 1     | 0    | 1      |
| 13.    | Dánsko (DEN)        |       | 0       | 0     | 2    | 2      |
| 13.    | Filipíny (PHI)      |       | 0       | 0     | 2    | 2      |
| 15.    | Argentina (ARG)     |       | 0       | 0     | 1    | 1      |
| 15.    | Egypt (EGY)         |       | 0       | 0     | 1    | 1      |
| 15.    | Polsko (POL)        |       | 0       | 0     | 1    | 1      |
| 15.    | USA (USA)           |       | 0       | 0     | 1    | 1      |
| Celkem | Celkem              |       | 13      | 13    | 26   | 52     |